# Краснооктябрьское сельское поселение (Чувашия)
Краснооктя́брьское се́льское поселе́ние (чув. Краснооктябрьски ял тӑрӑхӗ) — упразднённое муниципальное образование в Шумерлинском районе Чувашии Российской Федерации.
Административный центр — посёлок Красный Октябрь.
Законом Чувашской Республики от 14.05.2021 № 31 к 24 мая 2021 году упразднено в связи с преобразованием Шумерлинского района в муниципальный округ.

## История
Статус и границы сельского поселения установлены Законом Чувашской Республики от 24 ноября 2004 года № 37 «Об установлении границ муниципальных образований Чувашской Республики и наделении их статусом городского, сельского поселения, муниципального района и городского округа».

## Население
| 2010 | 2012 | 2013 | 2014 | 2015 | 2016 | 2017 |
| ---- | ---- | ---- | ---- | ---- | ---- | ---- |
| 855  | ↘833 | ↘817 | ↘796 | ↘754 | ↘701 | ↘681 |
| 2018 | 2019 | 2020 | 2021 |      |      |      |
| ↘668 | ↘625 | ↘590 | ↘555 |      |      |      |

## Состав сельского поселения
| № | Населённый пункт | Тип населённого пункта          | Население |
| - | ---------------- | ------------------------------- | --------- |
| 1 | Коминтерн        | посёлок                         | ↗17       |
| 2 | Красная Звезда   | посёлок                         | ↘51       |
| 3 | Красный Атмал    | посёлок                         | ↗39       |
| 4 | Красный Октябрь  | посёлок, административный центр | ↗323      |
| 5 | Мыслец           | посёлок                         | ↗357      |
| 6 | Пинеры           | разъезд                         | ↗117      |
| 7 | Путь Ленина      | посёлок                         | ↘59       |